# 고용현
고용현(高用賢)(?-?)은 고려후기 대사성, 개성윤, 전라도진변사 등을 역임한 문신이다. 본관은 옥구

## 생애
충숙왕 때 총신 김지경(金之鏡)과 함께 전주(銓注)를 맡기도 하였으나 왕을 배반하고 충혜왕의 즉위에 공을 세워 대사성이 되었다. 그러나 다시 충숙왕이 복위하자 배반한 죄로 투옥, 장형을 받고 유배되었다. 그뒤 1357년(공민왕 6) 개성윤으로 복관되어 판개성부사 손등(孫登)과 함께 하정사(賀正使)로 원나라에 다녀왔다. 이듬해 전라도진변사(全羅道鎭邊使)로 나가 당시 한주(韓州)와 진성창(鎭城倉)에 침구해온 왜구의 약탈에 대비하여 창고를 옮기도록 하였다.

## 참고문헌
고려사, 고려사 절요